# Óscar Adrián Rojas
Óscar Adrián Rojas Castillón (Ciudad de México, 2 de agosto de 1981) es un exfutbolista mexicano. Jugaba como lateral e incluso mediocampista por la banda derecha, actualmente se desempeña cómo auxiliar técnico en Tlaxcala FC de la Liga de Expansión MX.

## Trayectoria
Debutó en el Club América de México en el 2001 jugando en casa contra el Celaya F. C. En el 2002 fichó por el San Luis, donde destacó en el Apertura 2002. Jugaría allí hasta el 2004, año en que regresaría al América, donde jugó como lateral izquierdo o derecho. Fue campeón con el América en el Clausura 2005. En el 2012 es cedido al C. F. Pachuca por un año con opción a compra.
En el Draft 2013 es adquirido por el Club Puebla para encarar el Apertura 2013.

## Selección nacional
Fue seleccionado en varias ocasiones para participar en la Selección de fútbol de México, principalmente bajo la dirección de Javier Aguirre. Sin embargo, no estuvo en la lista de los jugadores mexicanos que participaron en la Copa Mundial de Fútbol de 2010 en Sudáfrica. Anotó su primer gol durante el encuentro contra Trinidad y Tobago efectuado en el Estadio Azteca.

## Clubes
| Club                | País                | Año                 | Partidos | Goles | Media |
| ------------------- | ------------------- | ------------------- | -------- | ----- | ----- |
| América             | México              | 2001                | 3        | 0     | 0     |
| San Luis F. C.      | México              | 2002-2004           | 68       | 2     | 0.03  |
| América             | México              | 2004-2012           | 256      | 10    | 0.04  |
| C. F. Pachuca       | México              | 2012-2013           | 30       | 0     | 0     |
| Puebla C. F.        | México              | 2013-2017           | 86       | 0     | 0     |
| Total en su carrera | Total en su carrera | Total en su carrera | 472      | 13    | 0.03  |

## Palmarés

### Campeonatos nacionales
| Título               | Club       | País   | Año  |
| -------------------- | ---------- | ------ | ---- |
| Primera División     | C. América | México | 2005 |
| Campeón de Campeones | C. América | México | 2005 |
| Copa México          | C. Puebla  | México | 2015 |

### Copas internacionales
| Título                           | Club       | País   | Año  |
| -------------------------------- | ---------- | ------ | ---- |
| Copa de Gigantes de la Concacaf  | C. América | México | 2001 |
| Copa de Campeones de la CONCACAF | C. América | México | 2006 |